# Grossmann Lipót
Grossmann Lipót (Szucsány, 1821 – Újpest, 1900. április 30.) magyar szemorvos, kórházi főorvos. Grossmann Gusztáv fizikus apja.

## Élete
Grossmann Ábrahám fia. A gimnázium alsó osztályait Turócszentmártonban, az ötödik osztályt a magyar nyelv tanulása miatt Komáromban, a többit pedig a pozsonyi líceumban végezte, ahol Martinitól matematikát és természettant, Schröertől egyetemes történetet és esztétikát tanult. 1841-től 1846-ig Bécsben orvosi tudományokat hallgatott és 1847 áprilisában orvosi szigorlatot tett. 1848-ban Rosas Antal szemészeti osztályán gyakornokként működött. Miután visszatért Magyarországra, három és fél évig Liptó vármegye tiszti másodorvosa lett. Azután ismét Bécsbe ment, ahol kitanulta a szemtükörrel való vizsgálatot. A következő egy évben Albrecht von Graefenél képezte magát Berlinben, majd kilenc hónapig Párizsban dolgozott szemészeti kórházakban. 1854-ben Sopronba költözött, ahol folytatta szemészeti gyakorlatát. 1862-ben Pesten telepedett le. 1870-ben intézetet nyitott a szegény szem- és fülbetegek számára. 1871 januárjában a budai Szent János Kórház szem- és fülészeti főorvosának nevezték ki. 1888-ban a párizsi Société de médecine-pratique levelező és a párizsi Société Française d'Ophtalmologie rendes tagja lett.
Szemészeti cikkei az alábbi folyóiratokban jelentek meg:
- Natur und Heilkunde (1857)
- Gyógyászat (1863-tól)
- Ungarische Medizinische-Chirurgische Presse (1865–73, 1882–84)
- Wiener medizinische Presse (1866, 1875, 1886–1889, 1891, 1893)
- Berliner klinische Wochenschrift (1873, 1875, 1879)
- Allgemeine Wiener medizinische Zeitung (1877, 1881, 1893–94)
- Archives ďOphthalmologie (1883)
- Wiener Klinik (1884, 1892)
- Archiv für Augenheilkunde (1886)
- Wiener medizinische Blätter (1887)
- Internationale klinische Rundschau (1889)
- Klinikai Füzetek (1891)

## Művei
- Kasuistische Beiträge zur Ophthalmologie und Otiatrik. Bécs, 1869. (Különnyomat a Wiener medizinische Presseből)
- A szem ápolása egészséges és kóros állapotban... Pest. 1872. (Ugyanez németül. Pest, 1872. Ennek 2. kiadása. Pest, 1874)
- Zur Therapie der Otorrhoe. Pest, 1870. (Különnyomat az Ungarische Medizinische-Chirurgische Presseből)
- A szemtükörrel való vizsgálat és annak gyakorlati értékesítése a szemgyógyászatban. Buda, 1870. (Különnyomat a Gyógyászatból)
- A szem alkalmazkodási és törési tana. Buda, 1873. (Különnyomat a Gyógyászatból)